# اسلام‌آباد (بیجار)
اسلام‌آباد، روستایی از توابع بخش کرانی شهرستان بیجار در استان کردستان ایران است.

## جمعیت
این روستا در دهستان کرانی قرار دارد و براساس سرشماری مرکز آمار ایران در سال ۱۳۸۵، جمعیت آن ۷۲۵ نفر (۱۶۵ خانوار) بوده‌است.